# Pavel Pavliuchenko
Pavel Pavlyuchenko (en bielorruso: Павел Паўлючэнка; Maguilov, 1 de enero de 1998) es un futbolista bielorruso que juega en la demarcación de portero para el F. C. Maxline Vitebsk de la Liga Premier de Bielorrusia.

## Selección nacional
Tras jugar con la selección de fútbol sub-17 de Bielorrusia, la sub-19 y la sub-21, finalmente hizo su debut con la selección absoluta el 13 de noviembre de 2017 en un partido amistoso contra Georgia que finalizó con un resultado de empate a dos tras los goles de Igor Stasevich y Pável Nejáichik para Bielorrusia, y de Irakli Sikharulidze y Lasha Dvali para Georgia.

## Clubes
| Club                         | País        | Año       | Partidos | Goles |
| ---------------------------- | ----------- | --------- | -------- | ----- |
| F. C. Dnepr Mogilev          | Bielorrusia | 2016-2017 | 21       | 0     |
| F. C. Dynamo Brest           | Bielorrusia | 2017-2020 | 36       | 0     |
| F. C. Rukh Brest             | Bielorrusia | 2021-2022 | 28       | 0     |
| Termalica Bruk-Bet Nieciecza | Polonia     | 2022-2023 | 10       | 0     |
| Górnik Zabrze (cedido)       | Polonia     | 2023      | 0        | 0     |
| F. C. Pajtakor Tashkent      | Uzbekistán  | 2023-2024 | 27       | 0     |
| F. C. Maxline Vitebsk        | Bielorrusia | 2025-     | 15       | 0     |

## Palmarés

### Campeonatos nacionales
| Título                      | Club                    | País        | Año  |
| --------------------------- | ----------------------- | ----------- | ---- |
| Supercopa de Bielorrusia    | F. C. Dynamo Brest      | Bielorrusia | 2018 |
| Copa de Bielorrusia         | F. C. Dynamo Brest      | Bielorrusia | 2018 |
| Supercopa de Bielorrusia    | F. C. Dynamo Brest      | Bielorrusia | 2019 |
| Liga Premier de Bielorrusia | F. C. Dynamo Brest      | Bielorrusia | 2019 |
| Supercopa de Bielorrusia    | F. C. Dynamo Brest      | Bielorrusia | 2020 |
| Superliga de Uzbekistán     | F. C. Pajtakor Tashkent | Uzbekistán  | 2023 |